# Eucharistisch gebed
Het eucharistisch gebed (Prex Eucharistica in het Latijn), ook wel grote lofprijzing genoemd, is een centraal onderdeel van de katholieke mis dat door de priester wordt uitgesproken. Het eucharistisch gebed wordt gevolgd door het Onze Vader, embolisme, Agnus Dei en communie.
Hoewel het gebed een aantal vaste onderdelen heeft, bestaan er verschillende versies van die door de Apostolische Stoel zijn goedgekeurd. Het gebed heeft een tweeledige functie. Enerzijds is het een dankzegging aan God, anderzijds is het bedoeld als een bede om de consecratie van brood en wijn.
Tijdens het eucharistisch gebed knielen de gelovigen: vanaf de epiklese, die vlak na het Sanctus komt, tot en met het Mysterium Fidei.

## Onderdelen van het eucharistisch gebed
1. Het eucharistisch gebed begint met een inleiding (prefatie) die begint met de oproep van de priester: "Sursum corda" (Verheft het (uw) hart), waarop de gelovigen antwoorden: "Habemus ad Dominum" (Wij zijn met ons hart bij de Heer) en rechtstaan. De prefatie is veranderlijk in eucharistisch gebed II en III, vast in IV. Dit is een dankzegging en lofprijzing. Op het eind verenigt de Kerk zich op aarde met de Kerk in de hemel met het Sanctus.
2. Het Sanctus, waarna de gelovigen knielen.
3. Na het Sanctus is er - tenminste in de na het Tweede Vaticaanse Concilie nieuw geconstrueerde eucharistische gebeden - een overgang van lofprijzing naar smeekbede in de consecratie-epiklese. Dit is een smeekbede gericht tot de Vader om door de werking van de Heilige Geest brood en wijn te maken tot Lichaam en Bloed van Christus. Deze overgang is zeer beknopt in II, kort in III en uitvoerig in IV. In de oude Romeinse canon (I) heeft nooit een dergelijke expliciete epiclese gestaan.
4. Het instellingsverhaal met de consecratie waarbij het lichaam en bloed van Christus onder de gedaanten van brood en wijn sacramenteel tegenwoordig gesteld worden.
5. De anamnese waarin het lijden en sterven van Christus en zijn glorievolle wederkomst in herinnering worden gebracht.
6. Oblatio (de Kerk voegt zich bij het offer van het altaar).
7. Communie-epiklese (smeekbede aan de Vader om door de Heilige Geest zijn Kerk te maken tot Lichaam van Christus)
8. Commemorisatie van de heiligen en intercessies,(III) ofwel intercessies en commemorisatie van de heiligen (II en IV). In de intercessies wordt steeds gebeden voor de herders van de Kerk: de paus en de plaatselijke bisschop, alsook voor de overledenen.
9. Slotdoxologie, uitgesproken door de priester: Per ipsum, et cum ipso, et in ipso, est tibi Deo Patri omnipotenti, in unitate Spiritus Sancti, omnis honor et gloria per omnia saecula saeculorum (Door Hem, en met Hem en in Hem zal uw Naam geprezen zijn, Heer onze God, almachtige Vader, in de eenheid van de Heilige Geest, hier en nu en tot in eeuwigheid), waarop de gelovigen antwoorden met de acclamatie "Amen".

## Versies van het eucharistisch gebed
In de Tridentijnse ritus gebruikt men de Romeinse canon (Te igitur clementissime Pater) als eucharistisch gebed. In licht gewijzigde vorm wordt de Romeinse canon als eucharistisch gebed I gebruikt in de Novus Ordo Missae gebruikt. Zij is niet meer de enige mogelijkheid: in de Nederlandse kerkprovincie zijn er bijvoorbeeld 13 mogelijke eucharistische gebeden. De eucharistische gebeden II tot IV zijn duidelijk geïnspireerd op de Romeinse canon. Sommige van deze gebeden bestaan in verschillende Nederlandse vertalingen, hoewel ze alle gebaseerd zijn op dezelfde Latijnse tekst.
De wereldkerk kent verder nog twee eucharistische gebeden voor vieringen voor verzoening: deze worden in Nederland de eucharistische gebeden VII en VIII, in België VI en VII genoemd. Drie gebeden zijn gericht op vieringen met kinderen: in Nederland de nummers IX, X en XI, in België VIII, IX en X. Tot slot is er nog één eucharistisch gebed dat in vier versies bestaat: in Nederland is dit nummer XII, in België nummer XI. Al deze eucharistische gebeden gaan terug op een Latijns origineel, en bestaan ook in andere landen.
Specifiek voor België en Nederland zijn er nog andere goedgekeurde eucharistische gebeden, die niet op een Latijns origineel zijn gebaseerd, maar oorspronkelijk Nederlands zijn. Zowel voor België als Nederland is er het eucharistisch gebed V. Daarnaast zijn er, uitsluitend voor Nederland, nog twee eucharistische gebeden: eucharistisch gebed VI en eucharistisch gebed XIII. Dat laatste is alleen voor het huwelijk bedoeld.
Zoals Vicesimus Quintus Annus (13) in 1988 en Redemptionis Sacramentum (51) in 2004 verduidelijkten, mogen priesters zich het recht niet toe-eigenen zelf eucharistische gebeden samen te stellen of te veranderen. Het eucharistisch gebed dient ook door de priester alleen in zijn geheel te worden uitgesproken (met uitzondering van de acclamatie na de consecratie). Dit geldt ook voor de slotdoxologie (Per ipsum, et cum ipso, et in ipso, ..., Door Hem, en met Hem en in Hem ... ). Het “Amen” op het einde wordt uiteraard wel door de gelovigen gesproken.
Hoewel het missaal zelf aangeeft wanneer het gebruik van een bepaald eucharistisch gebed aangewezen is, worden deze aanwijzingen door de priesters veelal niet nagevolgd. Zo is het eerste eucharistisch gebed, de Romeinse canon, in theorie het standaard-eucharistisch gebed; in de praktijk wordt het echter zelden gebruikt, behalve in zeer traditionele kerken (voor zover deze niet in het Latijn de Mis vieren). Het tweede gebed, dat eigenlijk in het bijzonder voor weekdagen geschikt is, is in de praktijk het meest gebruikte, met name omdat het het kortste is. Ook het derde gebed komt echter vaak voor. Het vierde wordt zelden tot nooit gebruikt.
Van de overige eucharistische gebeden worden deze die specifiek zijn voor het Nederlandse taalgebied eveneens vaak gebruikt, alsook de "Zwitserse" eucharistische gebeden (XII in Nederland, XI in Vlaanderen). De eucharistische gebeden voor verzoening, alsook deze voor kinderen, worden daarentegen vrijwel alleen gebruikt in de omstandigheden waarvoor ze bedoeld zijn.

### Eucharistische gebeden I-IV
Het eucharistisch gebed I is de Romeinse canon, en gaat terug tot het vroegste christendom. Het is in feite het hart van de aloude liturgie van het Westen. De tekst gaat terug tot de derde eeuw, en is nauwelijks meer gewijzigd sinds 604. De Romeinse canon kan altijd gebruikt worden, maar de Heilige Stoel beveelt dit eucharistisch gebed met name aan voor zondagen en dagen waaraan een eigen Communicantes of Hanc igitur is toebeeld, en in vieringen van de apostelen en heiligen die vermeld worden in het eucharistisch gebed.
Het eucharistisch gebed II is losjes gebaseerd op een tekst die voorkomt in de zogenaamde Apostolische traditie. Dit werk uit de vierde eeuw werd voorheen toegeschreven aan de heilige tegenpaus Hippolytus van Rome. Deze toeschrijving wordt tegenwoordig door liturgiewetenschappers als uiterst twijfelachtig beschouwd. Daarbij gaat het waarschijnlijk om een tekst die nooit daadwerkelijk is gebruikt in de liturgie. Eucharistisch gebed II wordt alleen aanbevolen voor weekdagen.
Het eucharistisch gebed III wordt aanbevolen voor zon- en feestdagen.
Het eucharistisch gebed IV wordt aanbevolen als de Mis geen eigen prefatie heeft, en ook voor de zondagen door het jaar.

### Andere universele eucharistische gebeden
De twee eucharistische gebeden voor verzoening worden opgenomen als bijlage bij het Missaal, net als het eucharistisch gebed voor bijzondere gelegenheden.
De twee eucharistische gebeden voor verzoening kunnen worden gebruikt bij Missen die specifiek gericht zijn op boetedoening, zoals in de vasten.
Het eucharistisch gebed voor bijzondere gelegenheden bestaat in vier varianten, die onderling licht verschillen. Het gebed wordt alleen gebruikt bij Missen voor bijzondere gelegenheden, zoals bijvoorbeeld een Mis voor roepingen, een Mis voor de eenheid van de christenen, enzovoort.
Tot slot zijn er nog drie eucharistische gebeden voor kinderen. Deze staan niet meer in het Missaal, maar mogen nog wel gebruikt worden, zij het alleen indien de meerderheid van de misgangers kinderen zijn.

### Eucharistische gebeden eigen aan het Nederlandse taalgebied
In België en Nederland wordt er, naast deze universele eucharistische gebeden, nog één ander eucharistisch gebed gebruikt: eucharistisch gebed V. Dit is een authentiek Nederlandstalig eucharistisch gebed.
Daarnaast zijn er, specifiek voor Nederland, nog twee eucharistische gebeden goedgekeurd: eucharistische gebed VI en eucharistisch gebed XIII. Dit laatste wordt alleen gebruikt bij huwelijksmissen.

### Nederland en België
Een bijzonderheid aan het Nederlandstalige altaarmissaal is dat het voor de eerste drie gebeden voorziet in verschillende vertalingen (in Vlaanderen alleen voor het tweede en het derde eucharistische gebed). De vertalingen gaan evenwel terug op een identieke Latijnse grondtekst. Deze situatie is uniek in de wereld. Bij de invoering van de nieuwe vertaling van het missaal worden deze verschillen echter opgeheven, en zal er voor elk eucharistisch gebed slechts één vertaling bestaan. 
Nederland
- Eucharistisch gebed Ia. Ib
- Eucharistisch gebed IIa, IIb, IIc
- Eucharistisch gebed IIIa, IIIb, IIIc
- Eucharistisch gebed IV (met vaste prefatie)
- Eucharistisch gebed V
- Eucharistisch gebed VI
- Eucharistisch gebed VII: voor de verzoening 1
- Eucharistisch gebed VIII: voor de verzoening 2
- Eucharistisch gebed IX: voor kinderen 1
- Eucharistisch gebed X: voor kinderen 2
- Eucharistisch gebed XI: voor kinderen 3
- Eucharistisch gebed XIIa, XIIb, XIIc, XIId
- Eucharistisch gebed XIII: voor het huwelijk

Vlaanderen
- Eucharistisch gebed I
- Eucharistisch gebed IIa, IIb, IIc
- Eucharistisch gebed IIIa, IIIb, IIIc
- Eucharistisch gebed IV (met vaste prefatie)
- Eucharistisch gebed V
- Eucharistisch gebed VI: voor de verzoening 1
- Eucharistisch gebed VII: voor de verzoening 2
- Eucharistisch gebed VIII: voor kinderen 1
- Eucharistisch gebed IX: voor kinderen 2
- Eucharistisch gebed X: voor kinderen 3
- Eucharistisch gebed XIa, XIb, XIc, XId